# La Vía Láctea (película de 1969)
La Vía Láctea (título original en francés: La Voie Lactée) es una película francesa dirigida por Luis Buñuel en 1969, que también escribió el guion junto con Jean-Claude Carrière. 

## Título
La Vía Láctea es el nombre de la galaxia en la que se encuentra nuestro sistema solar. En otro tiempo, recibía el nombre de "Camino de Santiago", pues señalaba la dirección de España a los peregrinos procedentes de toda Europa del norte.

## Antecedentes
La idea de rodar una película sobre las herejías de la religión cristiana le surgió a Luis Buñuel después de leer Historia de los Heterodoxos Españoles de Marcelino Menéndez Pelayo, poco después de su llegada a México. A Buñuel le fascinó la posesión de la verdad y la extravagancia de ciertas invenciones de los herejes que, convencidos de su verdad tanto como los cristianos, fueron sometidos a numerosos martirios. Esta fascinación se vio acentuada por una frase de André Breton que Buñuel encontró poco tiempo después, en la que el escritor francés, pese a su aversión a la religión, reconoció que el surrealismo tenía "ciertos puntos de contacto con los herejes".
Según Buñuel, todo lo que se ve y se oye en la película "descansa sobre documentos auténticos". Tanto él como el coguionista Jean-Claude Carrière llevaron a cabo un largo trabajo de investigación presidido por el Diccionario de las Herejías del abate Pluquet. La primera versión del guion fue escrita durante el otoño de 1967 en el parador de Cazorla, España, en la provincia de Jaén. Durante semanas, Luis Buñuel y Jean-Claude Carrière tan solo hablaron sobre el misterio de la Santísima Trinidad y de la doble naturaleza de Cristo. Después de que, sorprendentemente para ellos, el productor Serge Silberman aceptara su proyecto, terminaron el guion en San José Purúa entre febrero y marzo de 1968. La película fue rodada en París y en la región parisiense a lo largo de ese mismo verano.

## Sinopsis
Dos peregrinos franceses (Paul Frankeur y Laurent Terzieff) emprenden un camino a pie desde las afueras de París hasta Santiago de Compostela. En el transcurso de su viaje, liberados del tiempo y del espacio, encuentran a toda una serie de personajes que ilustran las principales herejías del ser humano.

## Temática
La película indaga en las herejías del ser humano y en las contradicciones de la religión cristiana. Para ello, mezcla simbolismos del catolicismo y el comunismo con una estética surrealista y una narrativa cinematográfica no lineal, en una visión personal de la herejía cristiana desde la época romana y a través del relato de dos peregrinos que atraviesan Francia y España recorriendo el Camino de Santiago. Las diversas representaciones de la Virgen a lo largo de la película sugieren información sobre la ambigüedad de la ideología de Buñuel y su formación católica. En cuanto al misterio de la Santísima Trinidad, dice Buñuel que "en la evolución contemporánea de la religión, Cristo se ha ido apoderando poco a poco de un lugar privilegiado con relación a las otras dos personas de la Santísima Trinidad. Sólo se habla de él, Dios Padre sigue existiendo, pero muy vago, muy lejano. En cuanto al desventurado Espíritu Santo, nadie se ocupa de él y mendiga por las plazas".

## Recepción
La película, pese a todas sus dificultades, obtuvo un éxito público muy honorable gracias a la prensa y a los esfuerzos de Serge Silberman. Al igual que Nazarín, suscitó reacciones muy contradictorias. El escritor mexicano Carlos Fuentes veía en ella una película combativa, mientras que Julio Cortázar llegó a decir que la película le parecía pagada por el Vaticano.
Luis Buñuel, sin embargo, dijo que la "película no estaba a favor ni en contra de nada", sino que su intención fue la de rodar "un paseo por el fanatismo en que cada uno se aferraba con fuerza e intransigencia a su parcela de verdad, dispuesto a matar o morir por ella". Le parecía también que "el camino recorrido por los dos peregrinos podía aplicarse a toda ideología política o, incluso, artística".